# Łążek Chwałowski
Łążek Chwałowski (Łążek Chwałowicki) – wieś w Polsce położona w województwie podkarpackim, w powiecie stalowowolskim, w gminie Radomyśl nad Sanem. Leży na obszarze leśnym Puszczy Sandomierskiej nad rzeką Sanną. W latach 1975–1998 miejscowość administracyjnie należała do województwa tarnobrzeskiego.
Miejscowa ludność wyznania katolickiego przynależy do Parafii Wniebowzięcia Najświętszej Maryi Panny w Chwałowicach

## Nazwa
Nazwa Łążek wywodzi się od słowa łęg, oznaczającego teren nad rzeką, bądź łąkę zalewaną czasowo wodą.
Urzędowa nazwa miejscowości brzmi Łążek Chwałowski. Nazwa ta stosowana jest także przez Pocztę Polską oraz jako nazwa przystanków autobusowych. W potocznym obiegu występuje także (błędny) wariant nazewniczy: Łążek Chwałowicki.

## Historia
Powstanie wsi nad rzeczką Sanną należy wiązać z rodem Gniewoszów i Dalewic, którzy po bezpotomnej śmierci kasztelana bełskiego, Zygmunta Zakliki, przejęli rozległe dobra z centrum w Zaklikowie. W rejestrze poborowym z 1626 roku zapisano, że Andrzej Gniewosz h. Kościesza oddał ze wsi Laski pobór trojaki od 3 zagród i 2 kół korzennych, czyli młyna. Był to młyn o 2 kołach nasiębiernych, z których jedno poruszało kamienie młyńskie, a drugie stępy do produkcji kaszy. W 1676 roku wykazano tu 21 poddanych. W okresie przedrozbiorowym Łążek należał do parafii w Borowie.
W 1776 roku została ostatecznie ustalona granica między Austrią i Rzecząpospolitą, która rozdzieliła wieś na dwie części. Sanna w swym zakolu tworzyła kilkumorgowy staw, a jego środkiem poprowadzona została „idealna granica państwowa”. W latach 1795–1809 na krótko obie części połączyły się w obrębie monarchii habsburskiej. Po traktacie pokojowym w Schönbrunnie zaczęto je jednak nazywać Łążkiem Małym (Mniejszym) i Wielkim (Większym) lub Chwałowickim (Chwałowskim) i Zaklikowskim (Polskim).
W 1785 roku Łążek Chwałowski należał już do parafii w Pniowie i miał 12 poddanych, w tym 4 kmieci i 8 zagrodników (łącznie 52 mieszkańców). W 1914 roku mieszkało tu już 235 osób. Po rosyjskiej stronie granicy znajdował się posterunek pograniczny oraz przykomórek celny, w Łążku Chwałowskim stacja meldunkowa, zwana „posterunkiem opowiedczym”. Tędy prowadził ruchliwy trakt z Królestwa do Galicji, dzięki czemu leżące przy nim, żydowskie karczmy, mogły nieźle prosperować, a mieszkańcy obu Łążków osiągali znaczne dochody z przemytu. W XIX wieku po obydwu stronach granicy istniały niewielkie folwarki, których właścicielami byli z reguły dziedzice dóbr chwałowickich, m.in. Eustachy i Adam Horochowie oraz Rachmiel Kanarek.
Po odzyskaniu niepodległości Łążek Chwałowski znalazł się w województwie lwowskim, a Łążek Zaklikowski w lubelskim. W ten sposób utrwalony został XIX-wieczny podział wsi, który utrzymuje się do dziś.
W pierwszych latach niemieckiej okupacji część mieszkańców wsi związała się z placówką ZWZ/AK „Wista-San”, a tutejszy sołtys, Edward Florek czynnie uczestniczył w organizowaniu sieci kolportażu konspiracyjnego pisma „Odwet”. Od połowy 1943 roku w lasach borowskich zadomowił się oddział NSZ pod dowództwem mjr Leonarda Zub-Zdanowicza „Zęba”, do którego przyłączyło się wielu młodych mieszkańców Łążka.
2 lutego 1944 Łążek Chwałowski wraz z sąsiednimi wsiami (Łążek Zaklikowski, Borów, Szczecyn, Wólka Szczecka, Karasiówka) został spacyfikowany przez kilkutysięczną ekspedycję niemiecką. W ślad za informacjami zawartymi w komunikacie konspiracyjnej Agencji Informacyjnej „Wieś” z 4 kwietnia 1944 (nr 11) podaje się często, że w Łążku Zaklikowskim i sąsiednim Łążku Chwałowskim okupanci zamordowali łącznie 217 osób. Z kolei w innych źródłach można znaleźć informację, iż 2 lutego 1944 zostało zamordowanych 76 mieszkańców Łążka Chwałowskiego. W gronie zamordowanych znajdowało się 63 stałych mieszkańców wsi. Niemcy spalili 66 gospodarstw wraz z inwentarzem. Na wsi do dziś istnieje cmentarz poległych z tablicą informacyjną.
Odbudowana po wojnie wieś liczy obecnie około 113 mieszkańców.